# Garden of Shadows
Garden of Shadows è un romanzo di V. C. Andrews pubblicato per la prima volta nel 1987. V. C. Andrews morì nel 1986 e la sua proprietà commissionò al ghostwriter Andrew Neiderman di continuare a scrivere romanzi sotto il suo nome sviluppati da schemi di trama scritti originariamente dalla Andrews. Questo è il quinto romanzo della Serie Dollanganger. Il romanzo racconta l'origine di Olivia Winfield (la nonna di Fiori senza sole) e gli eventi che l'hanno portata a diventare la fredda e prepotente padrona di Foxworth Hall e come si sono svolte l'infanzia di Corinne e il suo eventuale tradimento. La storia si svolge tra gli anni 1918-1957.
A causa del grande numero di incongruenze con eventi narrati negli altri libri della serie è sorto il dubbio se questo particolare romanzo sia stato realmente scritto in parte dalla Andrews prima di morire o se sia stato scritto interamente da Neiderman.

## Trama

### Parte I
Colpito dai modi schietti e dall'intelligenza dell'altera Olivia Winfield, l'intelligente ed affascinante Malcolm Foxworth le fa la proposta di matrimonio dopo solo due giorni di conoscenza. I due si sposano due settimane dopo ed Olivia lascia la casa di famiglia a New London, nel Connecticut, e si trasferisce nella villa di famiglia del marito, Foxworth Hall, a Charlottesville, in Virginia. Man mano che Olivia scopre gli oscuri segreti di Malcolm, diminuisce il suo amore per lui. Ad una festa per celebrare il loro matrimonio, Malcolm parla e flirta con altre donne, trascurando Olivia.
La donna scopre che Malcolm è ancora tormentato dal fatto che sua madre Corinne lo ha abbandonato all'età di cinque anni ed inizia a credere che siano stati il suo aspetto semplice ed il suo denaro ad attrarlo verso di lei. Anche se è attratto dalla bellezza e sembra che possa considerare una relazione, è ovvio che gli manca la pazienza e il vero sentimento abbastanza per un tale coinvolgimento. Olivia si sente tradita e umiliata, ma è ancora ottimista sul fatto che le cose cambieranno quando inizieranno la loro vita insieme.
Quando esplora la casa, Olivia scopre la "The Swan Room" che apparteneva alla madre di Malcolm. La stanza è stata conservata come un santuario per lei e contiene un letto molto grande e decorato scolpito a forma di cigno. Quando Malcolm la scopre nella stanza, i due finalmente consumano il loro matrimonio, un atto che potrebbe essere considerato più un attacco che un atto d'amore, con Malcolm che dice il nome di sua madre per tutto il tempo. Olivia vorrebbe urlare ma non lo fa, cercando di nascondere la sua umiliazione ai servi.
Nove mesi dopo, Olivia dà alla luce un bambino, Malcolm Jr., che viene generalmente chiamato "Mal". Malcolm è gentile con lei a volte, dandole la speranza che le cose possano migliorare tra loro. Ma per la maggior parte del tempo, Olivia si sente poco importante ed ignorata. Due anni dopo, dà alla luce un secondo figlio, Joel. Malcolm è sconvolto della cosa perché Joel non è un neonato in buona salute e perché voleva che il loro secondo figlio fosse una femmina. Lui ed Olivia vengono poi informati che la donna non può più avere figli. Malcolm non apprezza appieno i suoi due figli, a causa della sua delusione per non avere avuto una figlia.

### Parte II
Poco dopo la nascita di Joel, il padre di Malcolm, Garland, torna a Foxworth Hall con la sua nuova moglie, Alicia. Olivia è disgustata nel vedere che Alicia ha solo diciannove anni ed è molto bella, mentre Malcolm è infuriato nello scoprire che è incinta, pensando che suo figlio erediterà parte della fortuna di Garland. Alicia cerca ripetutamente di stringere amicizia con Olivia, ma la donna si tiene lontana da lei. Successivamente Alicia dà alla luce un figlio, che chiama Christopher.
Malcolm diventa ossessionato da Alicia ed un giorno la segue al lago e tenta di sedurla. Quando Alicia rifiuta le sue avance, Malcolm è convinto che  lei si stia prendendo gioco di lui e giura di fargliela pagare a caro prezzo. Olivia, scoperto quello che prova il marito nei confronti di Alicia, ne resta profondamente umiliata ed affranta, ma incolpa Alicia di essersi resa attraente per Malcolm.
La notte del terzo compleanno di Christopher, Garland sorprende Malcolm mentre cerca di violentare Alicia. Tra i due scoppia una violenta discussione, poi Garland ha un attacco di cuore e muore. Le cose in casa si fanno molto cupe, anche se Malcolm sembra sentirsi in colpa ed evita il più possibile Alicia. Dopo un po' di tempo, però, la sua ossessione per lei riprende. Circa un mese dopo, Alicia confessa ad Olivia che Malcolm è andato a trovarla nella sua camera da letto e l'ha costretto ad avere un rapporto con lui, minacciando di buttare lei e Christopher in strada senza un soldo se lei non glielo avesse permesso. Dice anche ad Olivia che è incinta del figlio di Malcolm. Olivia è umiliata e gelosa della cosa.
Olivia decide che l'unica cosa da fare è nascondere Alicia mentre è incinta e, nel frattempo, fingersi lei stessa in stato interessante. Una volta che Alicia avrà partorito il bambino, Olivia lo prenderà e lo farà passare per suo. Malcolm darà l'eredità di Garland ad Alicia, e lei e Christopher se ne andranno via dalla casa. Alicia accetta con riluttanza, dice addio a Christopher e si nasconde, vivendo nell'attico di Foxworth Hall. Olivia assume nuovi servi, come precauzione extra per salvaguardare il loro segreto. Temendo che l'interesse di Malcolm per Alicia rimanga e quindi per rendere la donna meno attraente ai suoi occhi, Olivia costringe Alicia a farsi tagliare i lunghi capelli. Olivia poi lascia i capelli di Alicia sulla scrivania di Malcolm per mostrare al marito che ora è lei a comandare.
Nel corso dei mesi che passano, Olivia inizia a pensare a Christopher come ad un altro figlio e ha il cuore spezzato quando Alicia, dopo aver dato alla luce una figlia, se ne va via di casa improvvisamente, portando Christopher con sé. Olivia va su tutte le furie quando scopre che Malcolm ha chiamato la sua nuova figlia Corinne (il suo nome è scritto "Corrine" nei romanzi originali di V.C. Andrews) in onore di sua madre e progetta di sorvegliare la sua educazione. Malcolm si comporta come l'unico genitore per la giovane Corinne e spesso arriva al punto di ignorare i tentativi di Olivia di crescerla per essere una giovane donna. Olivia fa tutto quello che può per essere una madre per Corinne ed ama la bambina come se fosse sua e trae immensa gioia dal rapporto che si è venuto a creare con lei.
Negli anni che passano, Corinne cresce e diventa una giovane ragazza felice ma viziata, e Malcolm continua ad essere emotivamente distante dai suoi figli e da Olivia. L'uomo spesso critica i ragazzi di fronte ad Olivia ed è sconvolto dal fatto che i suoi figli, in particolare Joel, mostrino poco interesse per i suoi affari, anche se Mal sembra essere disposto a seguire le orme paterne. Mentre sta cavalcando una motocicletta su una scogliera vicino a Foxworth Hall, Malcolm Jr. ha un incidente e muore. Successivamente, John Amos, cugino di Olivia, viene assunto come maggiordomo e serve anche per incorporare la religione nella famiglia. Poco tempo dopo, Joel, contro la volontà di suo padre, parte per un tour in Europa con un'orchestra professionale e grazie al successo ottenuto finisce su diversi giornali europei. Olivia è orgogliosa di Joel, ma Malcolm definisce il mestiere di Joel come frivolo ed imbarazzante per la famiglia.

### Parte III
Sfortunatamente, Joel presumibilmente va incontro alla sua fine venendo travolto da una valanga. I suoi genitori vengono informati della sua morte da un telegramma, nel quale però è riportato anche che il suo corpo non è stato recuperato. Devastati per la perdita dei loro figli, Olivia e Malcolm trovano conforto solo nella religione e finiscono per avvicinarsi come mai avevano fatto prima. Improvvisamente Olivia riceve una lettera da Alicia, che sta morendo per un cancro al seno. Alicia si era risposata subito dopo aver lasciato Foxworth Hall, ma suo marito è morto pochi anni dopo e durante la Grande depressione è finita in bancarotta ed ha vissuto con Christopher in assoluta povertà. Alicia supplica Olivia di dare una casa a Christopher e di fargli frequentare la facoltà di medicina. Dal momento che Olivia è stata gentile con Christopher mentre Alicia era in soffitta, Alicia vuole che Christopher viva a Foxworth Hall. Olivia convince Malcolm ad accettare la cosa e Christopher va a vivere con loro.
Quando si incontrano per la prima volta, Corinne e Christopher si innamorano profondamente. La cosa, tuttavia, passa inosservata alla famiglia, perché tutti adorano Christopher. Più tardi, John Amos inizia a sospettare i due giovani di incesto, ma Olivia respinge la cosa come una sua gelosia. Lei e Malcolm sembrano, per la prima volta, essere veramente felici e contenti della loro famiglia. Sebbene si esprima in modo sottile, Olivia è attratta da Christopher.
Dopo il diploma di Christopher al college (e il diploma di scuola superiore di Corinne), Christopher riceve una lettera di accettazione ad Harvard. Olivia, saputa la cosa, è molto felice e si precipita a trovare Christopher. John Amos vede Olivia e le dice che Christopher e Corinne stanno facendo l'amore nella Swan Room. La donna non gli crede, ma decide ugualmente di andare nella stanza a dare una rapida occhiata. Nella stanza Olivia trova Christopher e Corinne nell'atto di fare l'amore e con il cuore in pezzi va ad informare Malcolm. Christopher e Corinne cercano di giustificarsi davanti a Malcolm ed Olivia, ma Malcolm li condanna duramente per il gesto che hanno compiuto. Christopher guarda Olivia sperando che la donna intervenga in loro difesa ed è scioccato e ferito nello scoprire che Olivia si schiera con il marito. Christopher e Corinne vengono cacciati e diseredati. Malcolm ha un ictus ed in  seguito un infarto, ed è costretto ad usare una sedia a rotelle. Olivia si dedica alle cure di Malcolm. Olivia rivela anche la verità a John Amos che Christopher non era solo lo ziastro di Corinne, ma anche il suo fratellastro. Racconta anche dei peccati e degli eventi che l'hanno portato. John sfrutta il timore di Dio di Olivia, esortando lei e Malcolm a diventare ossessivamente religiosi.
Tempo dopo, Malcolm chiede ad Olivia di assumere un investigatore privato per scoprire cosa è successo a Corinne. Dopo aver indagato, l'investigatore informa Olivia che Corinne e Christopher vivono a Gladstone, Pennsylvania (fuori Philadelphia) sotto il nome di Dollanganger. Christopher ha abbandonato la scuola di medicina e lavora nelle pubbliche relazioni e Corinne è una casalinga e vivono una vita suburbana tipica della classe media. L'uomo informa la donna anche che i due hanno quattro figli: Chris, Cathy e i gemelli, Cory e Carrie. Tutti e quattro i bambini sono perfettamente sani, brillanti e belli e conosciuti nella loro città come le Bambole di Dresda. Olivia non dice nulla a Malcolm dei bambini perché crede che vorrà vedere i suoi nipoti e rimarrà stregato dalla loro bellezza, specialmente per quella delle ragazze.
Anni dopo, Corinne scrive una lettera ad Olivia, nella quale chiede ospitalità e racconta della morte di Christopher in un incidente d'auto. La donna è profondamente affranta per la morte di Christopher, ma John Amos le dice che è stata la volontà di Dio. L'uomo poi la convince a permettere a Corinne e ai bambini di venire a Foxworth Hall, ma i bambini devono essere nascosti al mondo per sempre se vuole porre fine ai peccati all'interno di Foxworth Hall. Olivia risponde a Corinne e le dice che può fare ritorno a casa con i bambini. Olivia poi dice a Malcolm di Corinne che torna a casa, ma ancora una volta non gli parla dei figli della donna. Quando li vede per la prima volta, Olivia nota la bellezza dei bambini e quanto Chris e Cathy le ricordino Christopher e Corinne, ma si rifiuta di amarli in quanto sono la "progenie del diavolo". Il libro termina con Olivia che promette silenziosamente di mantenere il suo cuore indurito contro i bambini e di nasconderli al mondo per sempre, sentendosi tuttavia imprigionata come loro.

## Chiarimenti
Questo libro, sebbene sia un prequel, in realtà cambia l'intera natura scandalosa della serie. Invece di ziastro (fratellastro del padre) e nipote, viene rivelato che Chris e Corinne sono fratellastro e sorella. Il libro mostra anche un lato simpatico di Olivia mai visto prima negli altri libri. Tuttavia, il lato più tenero di Olivia era implicito in Fiori senza sole, quando Cathy ad un certo punto, anche se brevemente, teorizza che Olivia stesse cercando di impedire loro di mangiare le ciambelle avvelenate che sua madre gli aveva dato, quando Olivia concorda con le richieste di Cathy che il piccolo Cory venga portato in ospedale, quando Olivia dà loro una pianta e quando Christopher vede Olivia in preghiera ai piedi del letto.
Questo libro chiarisce anche il sospetto matrimonio di Corinne e John Amos (menzionato in If There Be Thorns), considerando l'evidente disgusto di quest'ultimo per l'incesto. Poiché Corinne non è la figlia biologica di Olivia, lei e John Amos non sono geneticamente imparentati. (Comunque anche se fossero stati geneticamente imparentati, la relazione sarebbe molto lontana, cioè cugini di quarto grado.)
Inoltre, questo libro esamina il tradimento di Corinne. In questo libro è stato affermato che voleva sposarsi ed avere figli, ma il suo lato avido è mostrato negli altri libri, come in If There Be Thorns, quando Christopher afferma che Corinne voleva che lui facesse causa e ottenesse i soldi che erano suoi. Il suo tradimento è probabilmente dovuto al fatto che è stata viziata da suo padre ed è cresciuta in ricchezza, quindi una volta che i bambini erano rinchiusi in soffitta, ha rivolto la sua attenzione verso la sua eredità. Corinne ha cospirato con Olivia per rinchiudere i suoi figli e ha detto (di svegliare i gemelli, in modo che potessero camminare perché Chris e Cathy si lamentavano di tenerli e le loro braccia doloranti) "Il Signore sa, è meglio che camminino fuori finché possono". Corinne afferma in Petali di tenebra che ha messo l'arsenico sulle ciambelle, ma che il suo piano non era di ucciderli - ma di far ammalare i bambini uno per uno e portarli dalla soffitta "all'ospedale", poi tornare indietro e dire ad Olivia che erano morti. Tuttavia, questa affermazione sembra dubbia, poiché Corinne e suo marito Bart si sono trasferiti da Foxworth Hall dopo la morte di Cory e lei non sembrava preoccupata di aiutare i restanti tre bambini a fuggire.

## Errori/incongruenze
- Nei precedenti libri di Dollanganger, il nome della madre di Cathy e Chris è scritto "Corrine". Tuttavia, in Garden of Shadows, si scrive "Corinne".
- In Fiori senza sole, Corrine e i suoi quattro figli arrivano a Foxworth Hall nel mese da giugno ad agosto,[2] eppure in questo libro cade una leggera neve quando essi arrivano.
- La casa delle bambole che appartiene a Olivia rimane nella sua vecchia casa. Non si fa menzione del fatto che sia mai arrivata a Foxworth Hall, come accade in Fiori senza sole
- In Fiori senza sole, Christopher Sr. muore all'età di 36 anni; in Garden of Shadows muore all'età di 35 anni (Forse l'errore è dovuto al fatto che è morto nel giorno del suo compleanno).
- In Fiori senza sole, Corrine dice ai suoi figli che Olivia è stata abusata da sua madre (venne chiusa in un armadio e ciò le ha causato la claustrofobia e la sua riluttanza ad entrare in soffitta), mentre in "Shadows" Olivia racconta una relazione amorevole con una madre gentile e va in soffitta diverse volte, specialmente una volta quando tiene Alicia prigioniera lì dentro. "Shadows" dice che la madre di Olivia l'ha chiusa nell'armadio come punizione quando si è comportata male.
- In Garden of Shadows, Malcolm Jr. muore a Foxworth Hall in un incidente in moto; in Fiori senza sole, Corrine dice ai suoi figli che è morto in una capanna che aveva costruito. Le differenze risiedono nel luogo in cui è avvenuta la morte e in chi era presente al momento in cui ha avuto luogo.
- In Fiori senza sole, Corrine dice ai suoi figli che Joel è scappato di casa e ha inviato un'unica cartolina, mentre in Garden of Shadows, Olivia menziona che molti ritagli di giornale sono stati mandati a casa. Corrine ricorda che Joel ha salutato i suoi genitori, mentre lei non era presente in Garden of Shadows.
- In Garden of Shadows, Olivia menziona rapporti dolci e amorevoli con Corrine, mentre in Fiori senza sole, Olivia afferma con orgoglio che pensava che Corrine fosse spazzatura dalla nascita (anche se è possibile che stia mentendo o fosse semplicemente disgustata da ciò che ha fatto Corrine).
- In Fiori senza sole Olivia urla a Cathy e Chris che i loro genitori sono fuggiti segretamente e sono successivamente tornati a chiedere perdono per essersi innamorati. Tuttavia, in Garden of Shadows, Olivia sorprende Christopher Sr. e Corrine che fanno l'amore. Questo porta ad un confronto con Malcolm e Olivia, dopo di che Christopher e Corrine fuggono da Foxworth Hall.
- In Fiori senza sole Corrine dice a Cathy che aveva 12 anni e che stava andando in bicicletta quando le sono venute le prime mestruazioni, mentre in Garden Of Shadows Corrine ha 14 anni e condivide con orgoglio la notizia con sua madre.
- Garden of Shadows non menziona l'onnipresente spilla di diamanti di Olivia, né alcun amicizia stretta che rendesse meno grigi i  suoi giorni e i suoi vestiti (Fiori senza sole'). Infatti, Garden of Shadows dice che Olivia non aveva stretto amicizie in Virginia perché riteneva le donne troppo deboli, frivole e cattive per i suoi gusti.
- In Fiori senza sole, quando si confronta con Cathy, Corrine rivela che Malcolm le ha scritto una lettera, in risposta alle sue richieste di aiuto dopo la morte di Chris Sr. dove diceva che l'unica cosa buona del loro matrimonio (di Chris Sr. e Corrine) era il fatto che non aveva dato vita a figli del diavolo (figli consanguinei). In Garden of Shadows, Olivia dice che lei ha scritto la lettera e Malcolm non scrive nulla su di essa. Inoltre, Olivia non lascia che Malcolm sappia dei bambini, sapendo che Malcolm sarebbe stregato dalla loro bellezza, specialmente da quella delle ragazze, e non punirebbe i bambini per il male che hanno fatto i loro genitori. (È probabile che Corrine abbia mentito per tenere sotto controllo i suoi figli e abbia cospirato con Olivia per tenere Malcolm all'oscuro della loro esistenza.)
- Il figlio di Olivia, Malcolm Jr., è soprannominato "Mal" per differenziarlo da suo padre. I primi libri della serie affermavano che era conosciuto come "Mel".
- Garden of Shadows mostra che John Amos incontra Corrine per la prima volta quando lei ha 14 anni, mentre in If There be Thorns è menzionato che lei aveva 10 anni.
- In Garden of Shadows, il nome completo di Christopher è Christopher Garland Foxworth. In Fiori senza sole, completo il suo nome è Garland Christopher Foxworth IV.
- In Fiori senza sole, Corrine dice ai figli che i suoi genitori avevano costretto lei ed i suoi fratelli a frequentare la chiesa ogni domenica, qualunque cosa accada. In Garden of Shadows, non si fa menzione della famiglia che abbia mai frequentato la chiesa.
- In Fiori senza sole, Corrine dice ai figli che a lei e ai suoi fratelli era proibito mostrarsi nudi l'uno di fronte all'altro, il che includeva anche il nuotare insieme, perché sua madre diceva che era un peccato e, se disobbedivano, venivano puniti. In Garden of Shadows, Olivia non si preoccupa e lascia persino che Corrine nuoti con Christopher. Non si parla di maltrattamenti subiti da Corrine ma i ragazzi che sono stati disciplinati dal padre che li frusta e li insulta verbalmente.
- In Fiori senza sole, Olivia esprime odio verso i suoi nipoti a causa del loro concepimento incestuoso, abusando anche fisicamente ed emotivamente di loro. In Garden of Shadows, si sente attratta da loro e voleva davvero amarli, ma decide di non farlo a causa di quello che i loro genitori avevano fatto. Potrebbe tenerlo presente quando tratta i bambini del primo romanzo.
- In Fiori senza sole e negli altri romanzi, Corrine sostiene di essere stata abusata da suo padre. Ma in Garden of Shadows, Corrine era adorata e viziata da suo padre. Potrebbe aver riconsiderato il suo trattamento in retrospettiva.
- In Fiori senza sole, Corrine scrive diverse lettere ai suoi genitori chiedendo aiuto. In Garden of Shadows, Olivia risponde a Corrine dopo che è arrivata la prima lettera.

## Personaggi introdotti
- Alicia Foxworth: seconda moglie di Garland, matrigna di Malcolm e madre di Christopher e Corinne. Quando viene presentata per la prima volta, ha diciannove anni ed è incinta. Malcolm crede che lei stia con suo padre solo per via dei suoi soldi, ma Alicia è veramente innamorata di Garland. Successivamente viene violentata da Malcolm ed Olivia la rinchiude, mentre è incinta di Corinne, nella stessa soffitta in cui saranno rinchiusi i bambini Dollanganger. Successivamente muore di cancro al seno.
- Garland Foxworth: padre di Malcolm e Christopher, nonno paterno di Corinne e marito di Alicia. È un uomo gentile e simpatico ma un po' sprezzante nei confronti del bambino problematico Malcolm mentre presta più attenzione al bambino perfetto Christopher. Muore per un attacco di cuore il giorno del terzo compleanno di Christopher, dopo aver litigato con suo figlio Malcolm per Alicia.
- Malcolm "Mal" Neal Foxworth, Jr.: fratello maggiore di Joel, nipote di Christopher e fratellastro paterno di Corinne. Di solito veniva chiamato "Mal", così da poterlo distinguere da suo padre. Muore in un incidente in motocicletta. È stato menzionato da Corinne in Fiori senza sole.
- Joel Joseph Foxworth: fratello minore di Mal. Viene trattato con disprezzo da suo padre, che lo considera una "femminuccia". Joel è un musicista di talento ed in seguito si unisce ad un'orchestra. Si presume che Joel sia morto travolto da una valanga ed il suo corpo non è mai stato trovato. Un uomo che afferma di essere Joel Foxworth appare in Seeds of Yesterday ma si comporta come John Amos Jackson. (Potrebbe essere stato un imbroglione e il cugino predetto da John in If There Be Thorns sarebbe stato dietro di lui).

## Adattamento
Lifetime ha adattato il romanzo nella miniserie televisiva Flowers in the Attic: The Origin che andrà in onda nell'estate del 2022. Il cast della miniserie comprende Jemima Rooper nei panni di Olivia e Max Irons nei panni di Malcolm. Il cast di supporto include Kelsey Grammer, Harry Hamlin, Kate Mulgrew, Paul Wesley, T’Shan Williams, Hannah Dodd e Alana Boden. 